# Ratones coloraos
Ratones coloraos va ser un programa de televisió presentat per Jesús Quintero i emès, en dues etapes, a través de Canal Sur, Telemadrid, ETB2, 7RM, RTPA i TVE Internacional de 2002 a 2005 i des de 2007 fins 2012.
Comptava amb guió de Javier Salvago, escenografia de Wolfgang Burmann, realització de Hugo Stuven i edició de Pablo Lucena i Juan José Domínguez.

## Les dues etapes del programa

### Primera etapa: 2002-2005
L'any 2002, Jesús Quintero fa el salt a la primera cadena andalusa amb aquest programa després de triomfar durant 4 anys en Canal Sur 2 amb El vagamundo, espai que es va fer molt popular gràcies als programes de zàping d'altres cadenes en els quals es recollien fragments de les entrevistes que va realitzar a personatges com Risitas, El Peíto o El Pozí.
Aquest canvi de cadena va suposar un major pressupost per a la producció, amb el que s'amplia considerablement el plató i els decorats i s'inclou un element inèdit fins al moment en els programes de Quintero: el públic en directe. Durant la primera temporada, emesa en el prime time dels dimecres entre el 20 de novembre de 2002 i juny de 2003, el de Huelva aconsegueix situar l'espai com el vaixell almirall de Canal Sur, aconseguint ser líder en share en la majoria de les seves emissions. Aquest èxit va suposar que l'autonòmica basca, ETB, arribés a un acord amb la productora de l'espai per a emetre una sèrie de tretze programes durant l'estiu resultant del remuntatge del ja emès a Andalusia. Encara que el públic basc no el va rebre amb el mateix entusiasme i, després de diversos canvis d'horari, va acabar relegat pràcticament a la matinada amb una mitjana de 14.7% de share 
A l'octubre de 2003, Canal Sur estrena la segona temporada del programa en el prime time del dimecres amb igual èxit de crítica i públic, que es va mantenir en antena fins a setembre de 2004. A diferència de l'anterior, en aquesta temporada es van usar en el programa fins a 5 escenografies diferents i es van incloure dues noves seccions que, fins ara, romanen en els programes de Jesús Quintero: les reflexions i les actuacions en directe. De nou, una altra cadena de la FORTA apostaria pel programa incloent-lo en la seva graella, Telemadrid, des d'abril de 2004, on no va tenir l'èxit esperat estancant-se en una mitjana del 14.4% de share. En aquesta etapa, el programa es va fer tremendament popular en tot Espanya en oferir la primera entrevista que va concedir Isabel Pantoja després d'haver-se fet pública la seva relació amb Julián Muñoz. A l'estiu del mateix any i després d'arribar a un acord amb la productora de l'espai, TVE Internacional emet 13 programes amb un gran èxit, sobretot a Llatinoamèrica.
L'estrena de la tercera temporada de Ratones Coloraos a Canal Sur es retardaria fins al mes de gener de 2005, mantenint-se en antena fins al mes de juny. L'espai es muda al prime time dels dilluns, cobrint l'espai que deixaven buit Los Morancos. Quintero fa canvis en l'escenografia i confia en un nou realitzador, David Gordon, director de cinema, que va impregnar un ritme molt més lent a l'espai. No obstant això, aquesta seria la temporada de major èxit del programa fins al moment, aconseguint en el primer lliurament, on s'incloïa una entrevista exclusiva amb el ballador Farruquito, un 37.5% de share. A mitjan febrer, Jesús Quintero és hospitalitzat a causa d'una malaltia que mai es va fer pública, encara que l'emissió de l'espai no es va interrompre gràcies a la gran quantitat de material que havia deixat gravat.
Al setembre de 2005, TVE anuncia el fitxatge del comunicador andalús per a presentar un programa similar a La 1.

### Segona etapa: 2007-2010
Després de la seva aventura en un mitjà de nivell nacional, Quintero torna a l'autonòmica andalusa al setembre de 2007 recuperant el format del que anys abans havia estat Ratones Coloraos: entrevistes, humor, música en directe i reflexions, en el prime time dels dimarts. Com a novetat, l'espai es grava en un nou plató que el periodista ha construït en ple centre de Sevilla, i torna a comptar amb la realització d'Hugo Stuven, qui ja va col·laborar amb ell a les primeres etapes de l'espai. Un mes després, Telemadrid confia de nou en ell i programa reedicions d'una hora de durada al late night i prime time dels dimecres. Una vegada més, el públic madrileny no respon i el programa és retirat després de tretze emissions. Des del mes de juny de 2008 el programa també s'emet els dimarts en la televisió autonòmica de Múrcia, 7RM i a la Televisió d'Astúries.
A l'abril de 2010, Canal Sur decideix retirar l'espai per falta de pressupost.
Al desembre de 2012, comença a programar redifusiones dels millors programes en les matinades de dimarts a dijous.

## Curiositats
La sintonia del programa va ser composta per Joaquín Sabina, qui a més li va posar veu al costat d'altres artistes com María Jiménez, Rafael del Estad o Andy & Lucas. A va compondre una lletra amb el nom de l'espai que actualment s'utilitza com a sintonia. Totes aquestes cançons i algunes més dedicades al programa es van recollir en el disc "Los Ratones Coloraos de Jesús Quintero".